# 孙文主义学会
孫文主義學會是中国国民党右派所领导的政治组织，於1925年4月24日由賀衷寒成立，與親中國共產黨的中國青年軍人聯合會分庭抗禮。孫文主義學會出版《國民革命》和《革命導報》，抗衡中國青年軍人聯合會出版的《青年軍人》和《中國軍人》。其後，中國青年軍人聯合會創辦《兵友必讀》和《三日刊》，孫文主義學會則刊發《革命青年》和《獨立旬刊》駁斥之。1926年4月20日，孫文主義學會自動解散。